# Керсті Кальюлайд
Керсті Кальюлайд (ест. Kersti Kaljulaid; нар. 30 грудня 1969, Тарту) — естонська політична діячка, президент Естонії (10 жовтня 2016 — 11 жовтня 2021).

## Життєпис
Народилася 30 грудня 1969 в Тарту. 1987 року закінчила Талліннську школу 44, а 1992 — факультет біології Тартуського університету. 2001 року отримала ступінь магістра ділового адміністрування в Тартуському університеті.
Від першого шлюбу має сина й дочку. У другому шлюбі з Ґеорґом-Рене Максимовським (2011) народила двох синів. Має онуків.
Брат Кальюлайд Раймонд з березня 2016 обіймає посаду старійшини Пиг'я-Таллінна (району Таллінна).
Окрім естонської вільно розмовляє англійською, фінською, французькою та частково російською.

## Бізнес-кар'єра
З 1996 до 1997 Керсті Кальюлайд була менеджером з продажів у державній компанії «Eesti Telefon».
З 1997 до 1998 була проєкт-менеджером у «Hoiupanga Investeeringute AS».
З 1998 до 1999 вона працювала в інвестиційному відділенні банку «Hansabank».

## Кар'єра
З 2011 очолює раду Тартуського університету.
1999 була радником з економіки тодішнього прем'єр-міністра Естонії Марта Лаара.
З 2001 до 2004 була членом партії «Союз Вітчизни».
З травня 2004 до вересня 2016 працювала представником Естонії в Європейському суді аудиторів.
Рада старійшин парламенту Естонії 27 вересня висунула Кальюлайд кандидатом на посаду голови держави. 3 жовтня 2016 в Рійгікогу на виборах президента Естонії набрала 81 голос і стала першою жінкою-президентом у країні. Обіймала посаду до 11 жовтня 2021.

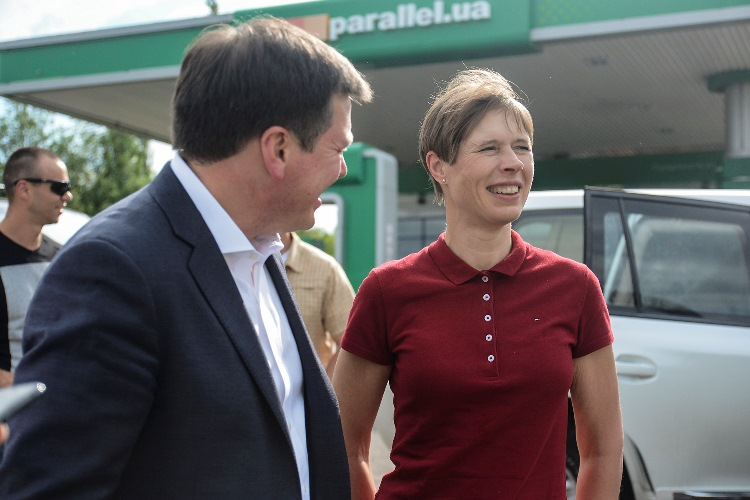
Керсті Кальюлайд на Донеччині

24 травня 2018 року президент Естонії Керсті Кальюлайд відвідала з робочим візитом Донеччину. Це перший лідер іноземної держави, яка відвідала зону українсько-російських бойових дій на Донбасі.

## Нагороди
- Орден князя Ярослава Мудрого I ст. (Україна, 23 серпня 2021) — за визначний особистий внесок у зміцнення українсько-естонського міждержавного співробітництва, підтримку незалежності та територіальної цілісності України[9]